# Llista d'aeroports de Somàlia
Els aeroports de Somàlia (incloent els aeroports de Somalilàndia), són els següents:
| LOCALITAT               | codi ICAO        | Codi IATA        | Nom de l'aeroport                       |
| Aeroports Civils        | Aeroports Civils | Aeroports Civils | Aeroports Civils                        |
| ----------------------- | ---------------- | ---------------- | --------------------------------------- |
| Alula                   | HCMA             | ALU              | Aeroport d'Alula                        |
| Baidoa                  | HCMB             | BIB              | Aeroport de Baidoa                      |
| Bardera                 | HCMD             | BSY              | Aeroport de Bardera                     |
| Belet Uen               | HCMN             |                  | Aeroport de Belete Uen                  |
| Berbera (Somalilàndia)  | HCMI             | BBO              | Aeroport de Berbera                     |
| Borama                  |                  |                  | Aeroport de Borama                      |
| Bosaso                  | HCMF             | BSA              | Aeroport Internacional de Bender Qassim |
| Burao (Somalilàndia)    | HCMV             | BUO              | Aeroport de Burao                       |
| Candala                 | HCMC             | CXN              | Aeroport de Candala                     |
| Eyl                     | HCME             | HCM              | Aeroport d'Eyl                          |
| Erigavo (Somalilàndia)  | HCMU             | ERA              | Aeroport d'Erigavo                      |
| Galcaio                 | HCMR             | GLK              | Aeroport de Galcaio                     |
| Gardo                   | HCMG             | GSR              | Aeroport de Gardo                       |
| Garowe                  |                  |                  | Aeroport de Garowe                      |
| Hargeisa (Somalilàndia) | HCMH             | HGA              | Aeroport Internacional Egal             |
| Kishmayu                | HCMK             | KMU              | Aeroport de Kishmayu                    |
| Mogadiscio              | HCMM             | MGQ              | Aeroport Internacional de Mogadiscio    |
| Mogadiscio              |                  |                  | Aeroport K50 (en servei des de 2007)    |
| Obbia                   | HCMO             | CMO              | Aeroport d'Obbia                        |
| Scusciuban              | HCMS             | CMS              | Aeroport de Scusciuban                  |